# Twierdzenie Hollanda o schematach
Twierdzenie Hollanda o schematach – centralne twierdzenie algorytmów genetycznych zaproponowane przez Johna Henry’ego Hollanda. Twierdzenie to orzeka, że pod pewnymi warunkami schematy z ponadprzeciętną wartością funkcji przystosowania zwiększają swoje występowanie w populacji w kolejnych krokach procesu ewolucyjnego w sposób wykładniczy.

## Definicje
Schemat (ang. l.p. schema, l.mn. schemata) jest podzbiorem przestrzeni genotypów, którego elementy są łańcuchami genetycznymi z góry ustalonymi wartościami wybranych alleli. Przykładem schematu w reprezentacji binarnej jest {\displaystyle H=(1*0*1)}, w którym zostały ustalone pierwszy, trzeci i piąty allel na wartości odpowiednio 1, 0 oraz 1 a pozostałe dwa allele mogą przyjmować wartość dowolną. Do oznaczania nieustalonych wartości alleli przyjmuje się symbol {\displaystyle *} (aczkolwiek Holland stosował symbol #). Alternatywnie, schemat można zdefiniować z użyciem teorii grup lub z wykorzystaniem pojęcia zbioru cylindrowego.
Rzędem {\displaystyle o} schematu {\displaystyle H} nazywa się liczbę alleli ustalonych, tzn. różnych od {\displaystyle *}. Długością definiującą {\displaystyle \delta } schemat {\displaystyle H} nazywa się odległość między pierwszym a ostatnim ustalonym allelem, tzn. odległość między pierwszym a ostatnim elementem schematu różnym od {\displaystyle *}. Długością {\displaystyle l} schematu {\displaystyle H} nazywa się łączną liczbę alleli ustalonych i zmiennych. Dla przykładu, jeśli {\displaystyle H=(1*0*1)}, to {\displaystyle o(H)=3}, {\displaystyle \delta (H)=4} oraz {\displaystyle l(H)=5}.
Przez kruchość schematu {\displaystyle H} rozumie się liczbę {\displaystyle {\frac {\delta (H)}{l(H)-1}}}, która opisuje fragment schematu, który może zostać zakłócony przez wariację.
Wartość funkcji przystosowania {\displaystyle f(H,t)} obliczona dla schematu {\displaystyle H} w iteracji numer {\displaystyle t} jest równa średniej wartości funkcji przystosowania wszystkich genotypów próbkujących {\displaystyle H} obecnych w populacji w iteracjij {\displaystyle t}. Wartość {\displaystyle {\bar {f}}(t)} jest równa średniej wartości funkcji przystosowania ze wszystkich genotypów obecnych w populacji w iteracji {\displaystyle t}.
Blokiem budującym (ang. building block) lub cegiełką nazywa się krótki schemat niskiego rzędu o ponadprzeciętnej wartości funkcji przystosowania.

## Hipoteza bloków budujących (hipoteza cegiełek)
Wersja podstawowa hipotezy:
Dobry algorytm genetyczny łączy bloki budujące w celu osiągania lepszych rozwiązań.
Wersja podstawowa hipotezy bloków budujących jest sformułowana w sposób niejednoznaczny i posiada potencjalnie prawdziwe interpretacje.

## Twierdzenie Hollanda o schematach
Twierdzenie o schematach określa oczekiwaną liczbę genotypów próbkujących schemat w kolejnej iteracji algorytmu genetycznego z reprezentacją binarną wykorzystującego mechanizm selekcji proporcjonalnej, rekombinację jednopunktową oraz mutację bitową z prawdopodobieństwami odpowiednio {\displaystyle p_{\mathrm {r} }} oraz {\displaystyle p_{\mathrm {m} }}:
{\displaystyle \langle m(H,t+1)\rangle \geqslant {\frac {f(H,t)}{{\bar {f}}(t)}}\cdot m(H,t)\left(1-p_{\mathrm {r} }{\frac {\delta (H)}{l(H)-1}}\right)(1-p_{\mathrm {m} })^{o(H)}}
W powyższym wzorze symbol {\displaystyle \langle \cdot \rangle } jest wartością oczekiwaną a {\displaystyle m(H,t)} jest liczbą genotypów obecnych w populacji w iteracji {\displaystyle t} próbkujących schemat {\displaystyle H}.
Powyższe twierdzenie jest nieco ogólniejsze aniżeli podane oryginalnie przez Hollanda.
Twierdzenie o schematach może zostać sformułowane również w przypadku innych form obliczeń genetycznych, np. dla programowania genetycznego. Również w obrębie samych algorytmów genetycznych istnieje możliwość dostosowania twierdzenia o schematach do innych warunków ewolucji, np. do innego operatora selekcji.